# Lạc Đái
Thị trấn Lạc Đái (Tiếng Trung Quốc:洛带镇), còn gọi là Lạc Đái Trấn hay Lạc Đái Cổ Trấn là một thị trấn thuộc thẩm quyền của quận Long Tuyền Dịch, Thành Đô, Tứ Xuyên, Trung Quốc, và nằm ở khu vực phía Bắc Long Tuyền, khoảng 18 km từ Thành Đô, thị trấn có diện tích 43 km vuông, dân số 30.479 người, trong đó có khoảng 20.000 người Khách Gia, và gồm có 15 thôn hành chính và ba khu vực lân cận. Danh lam thắng cảnh cấp quốc gia AAAA.
Thị trấn được xây dựng trong thời kỳ Tam Quốc.

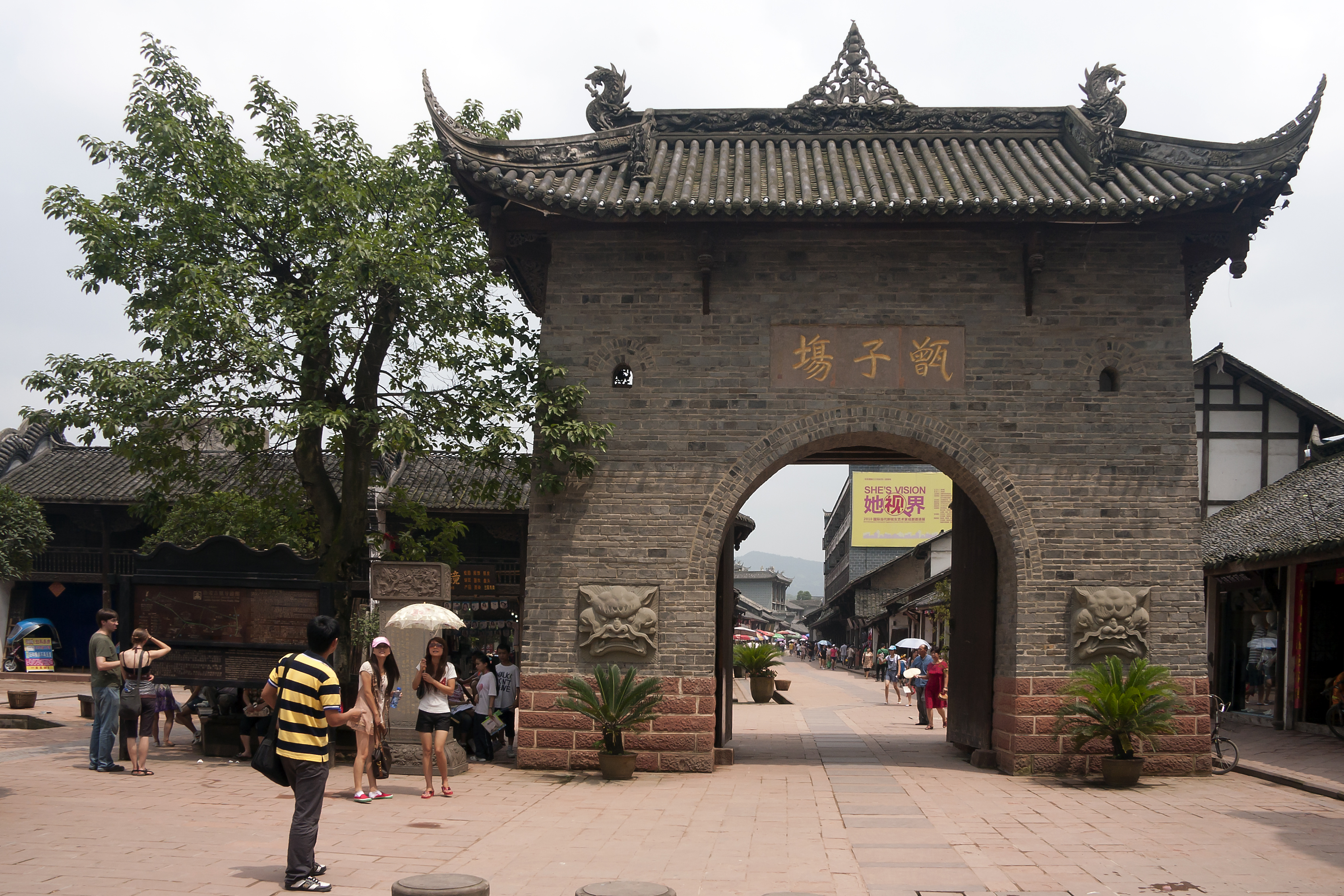
Cổng phía Tây
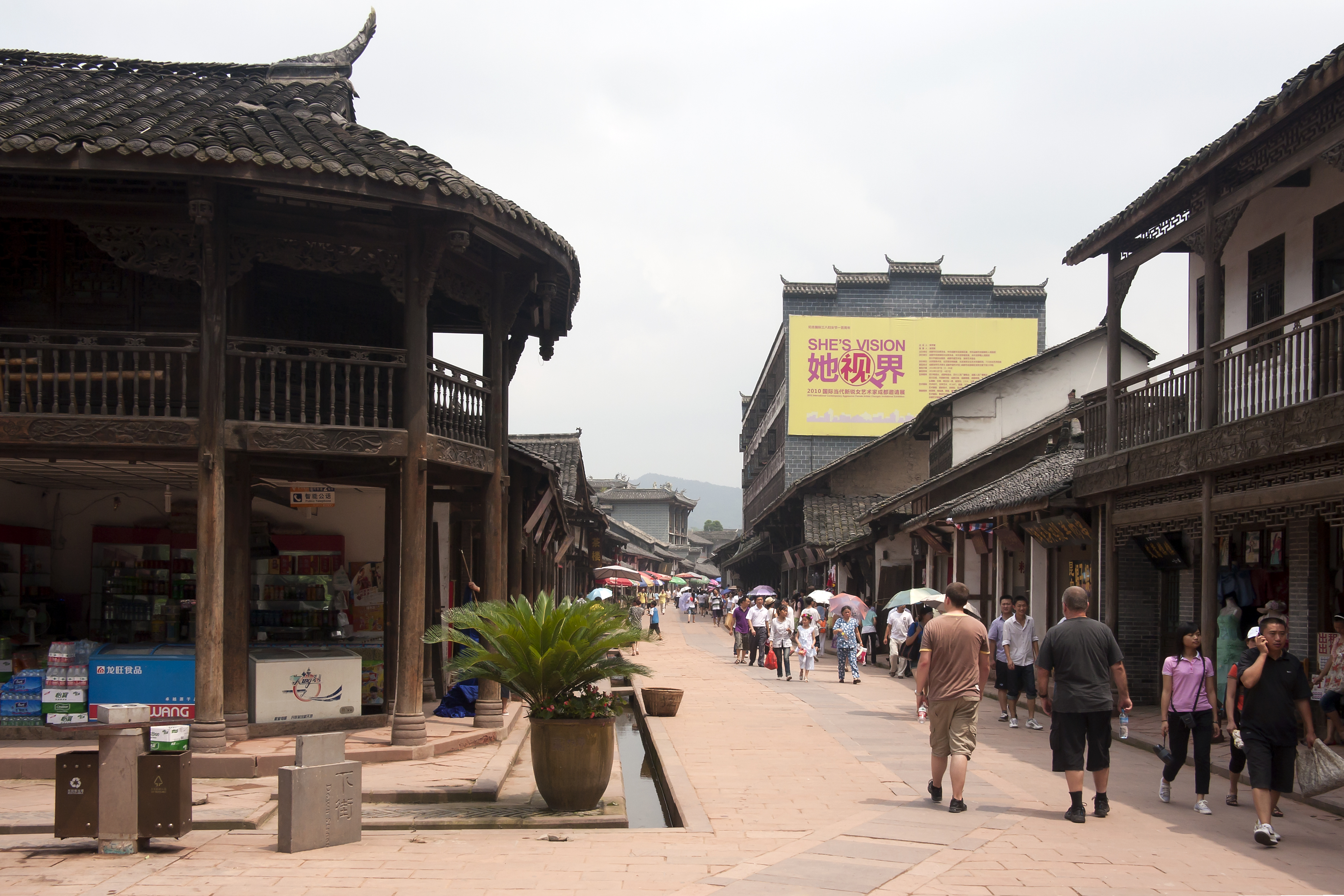
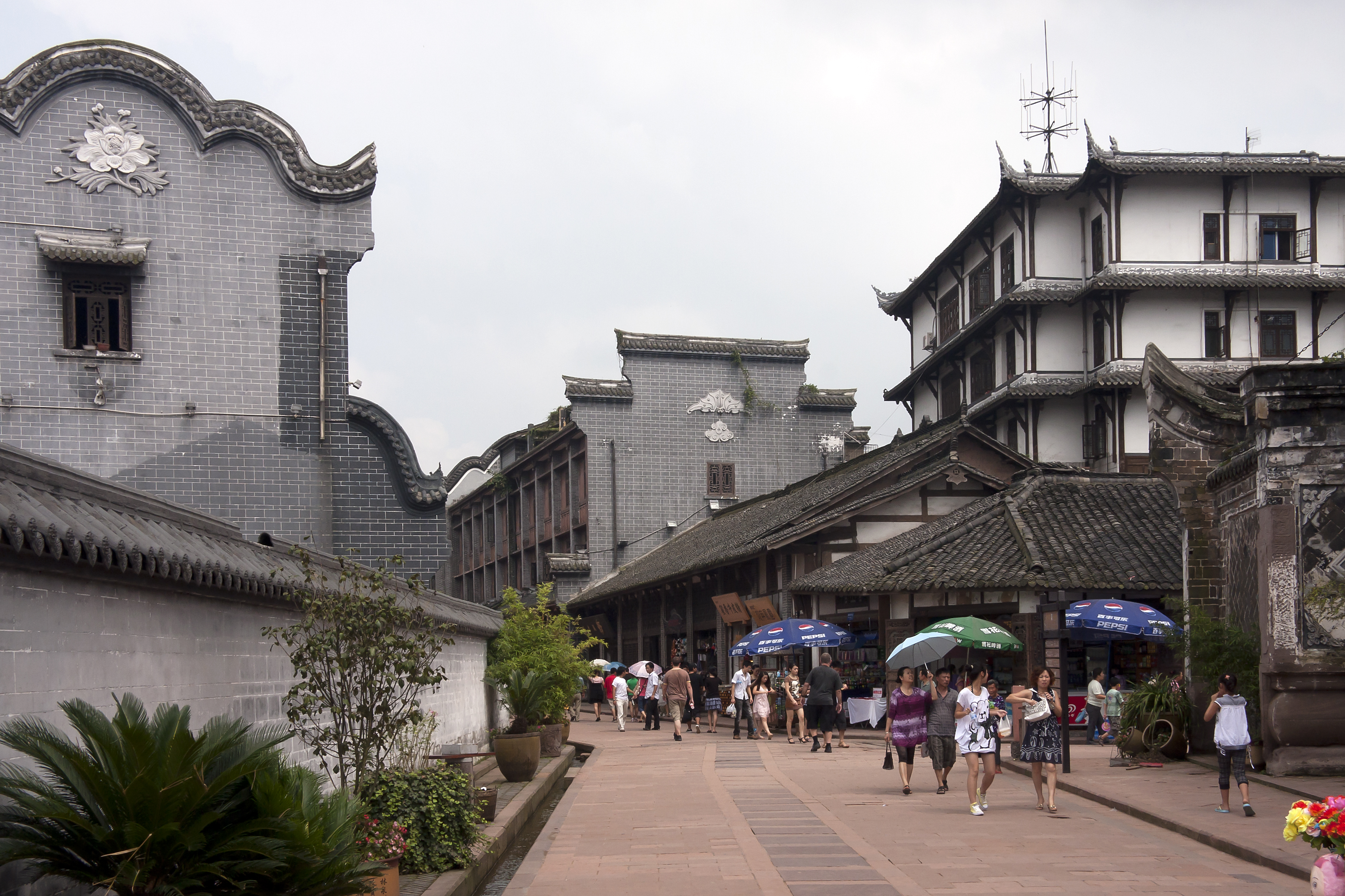
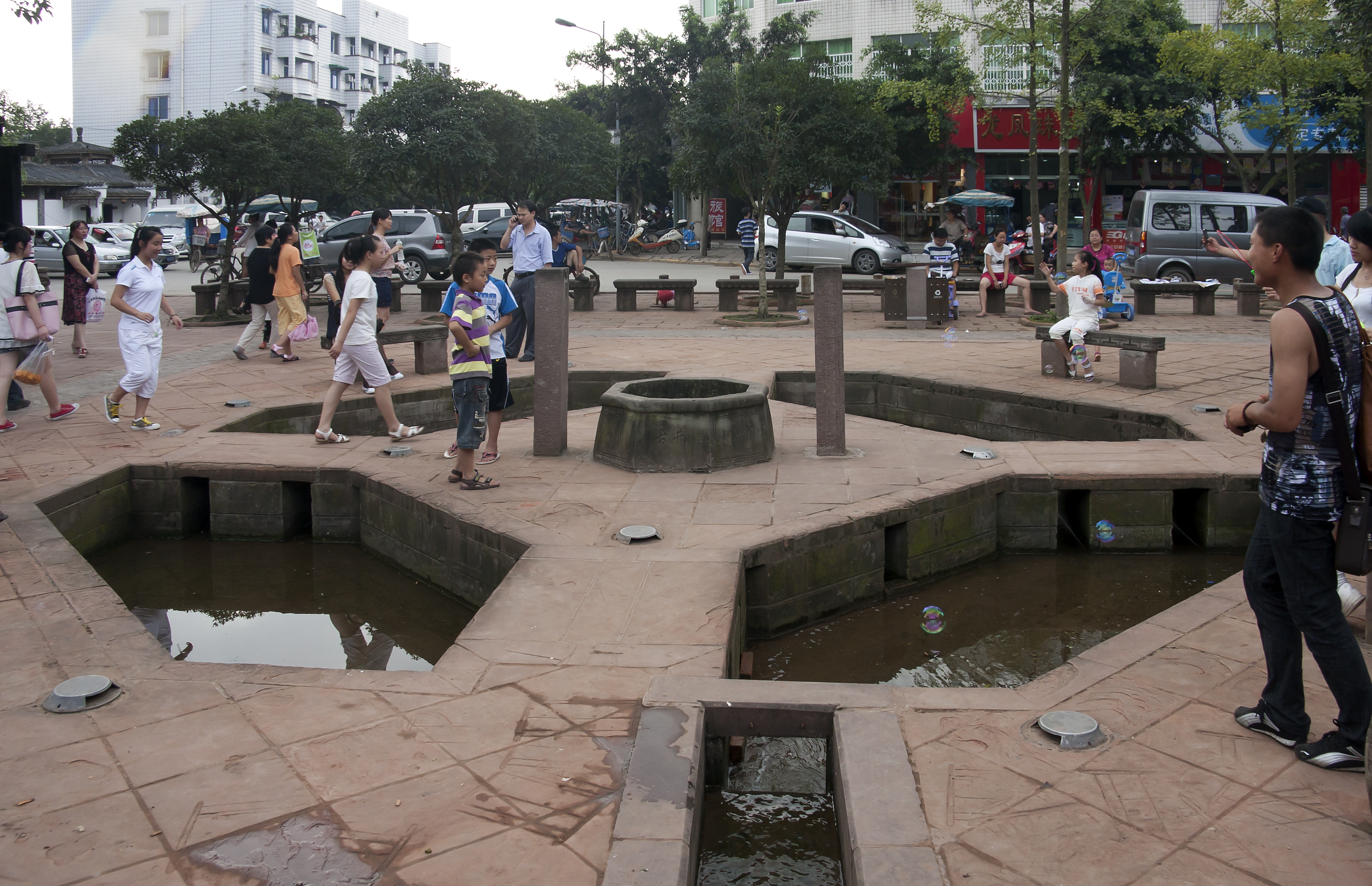
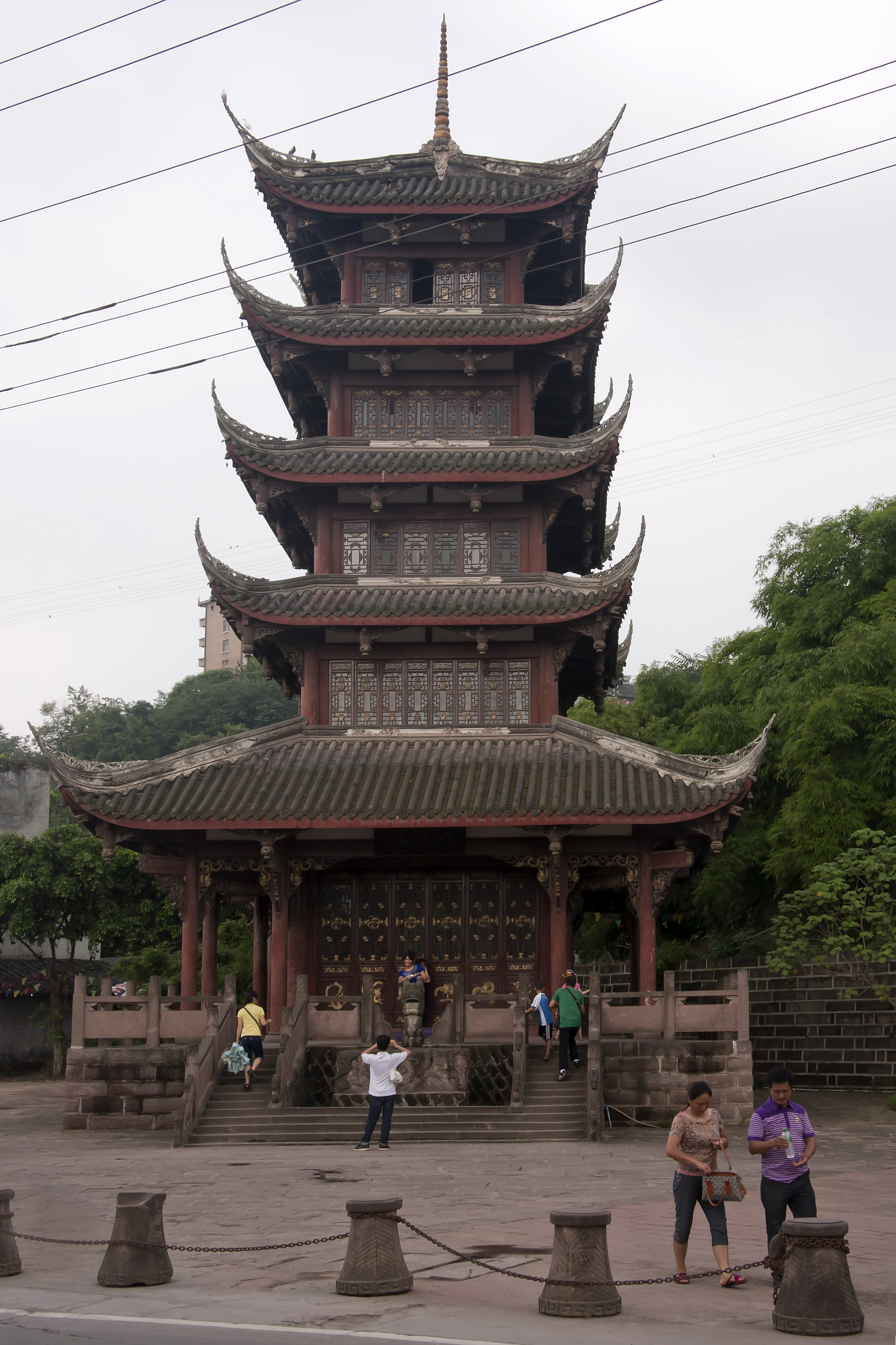
Chùa
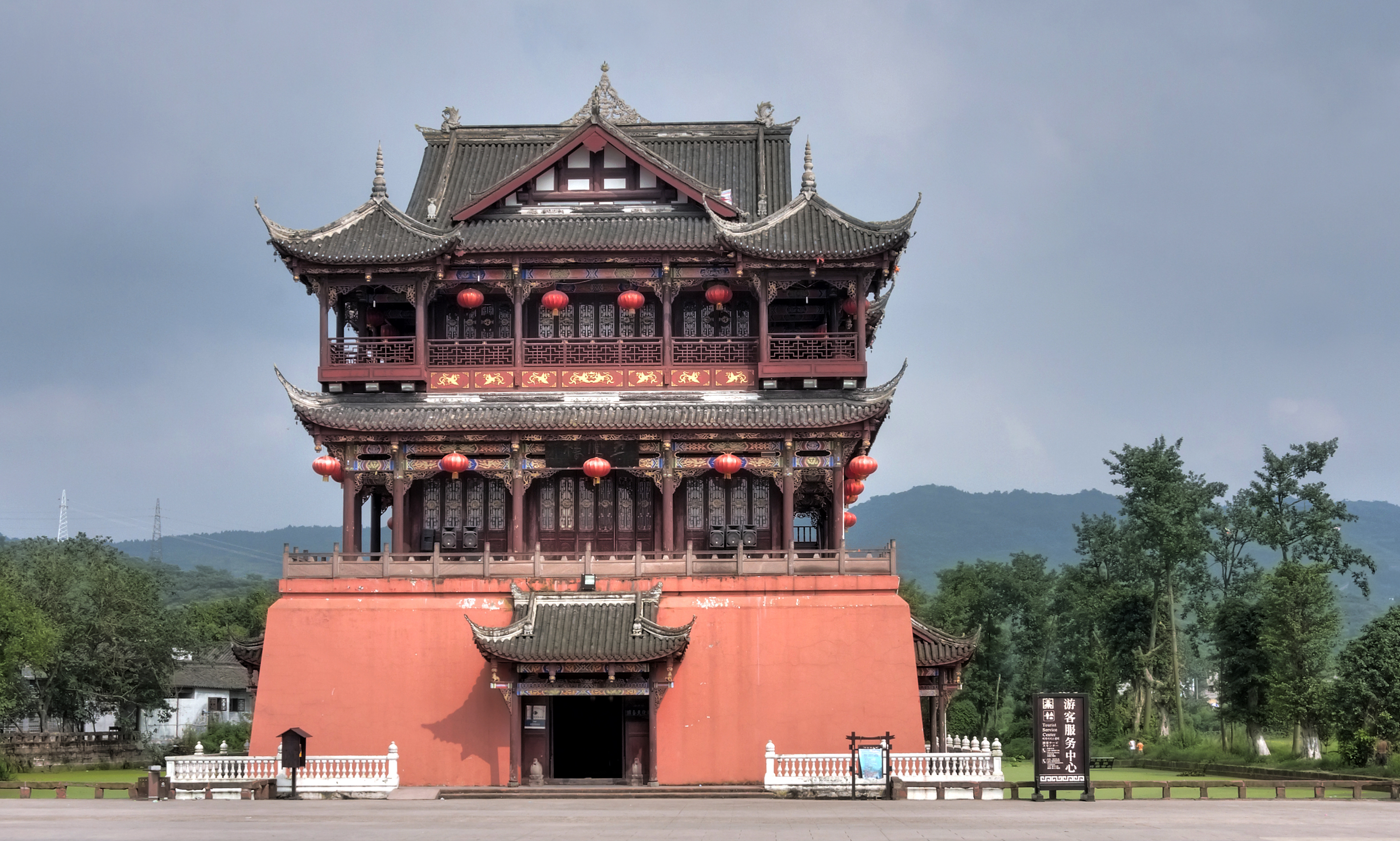
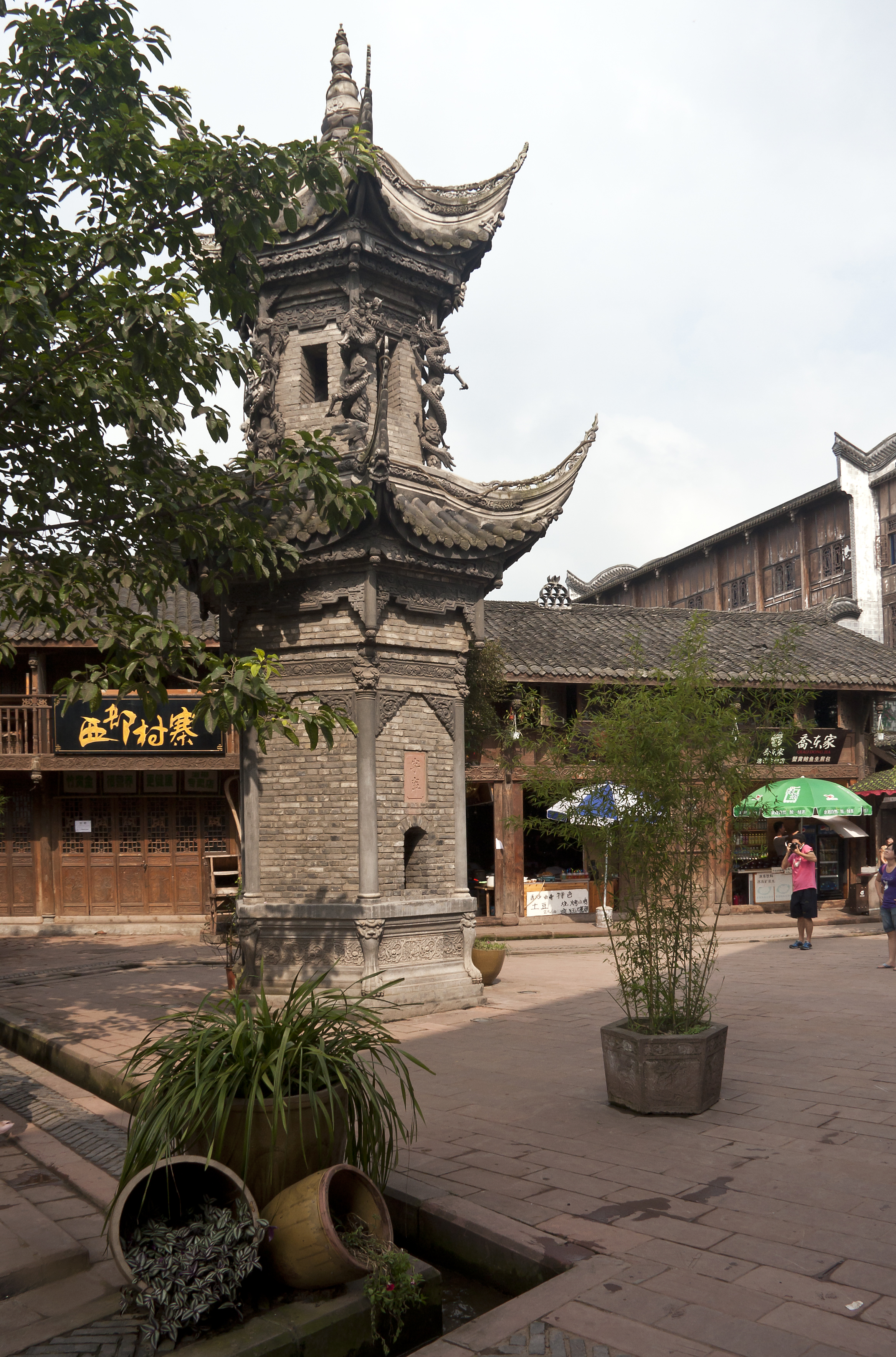